# Julius Sternberg
Julius Sternberg (* 8. Dezember 1879 in Spandau; gestorben 25. Juli 1971 in Berlin) war ein deutscher Kaufmann jüdischen Glaubens. Er gehörte mehrere Jahrzehnte zur Leitung der Jüdischen Gemeinde Spandau, ab 1922 als Vorsteher. Wegen häufiger Diskriminierung und Verfolgung im Rahmen der antijüdischen Gesetze in der Zeit des Nationalsozialismus musste er 1938 sein Geschäft nach Schikanen im Rahmen der Arisierung verkaufen und emigrierte 1939 mit seiner Familie nach Bogotá in Kolumbien, wo er eine Pension eröffnete. 1954 kehrte er mit seiner Ehefrau Susanne nach Berlin zurück.

## Leben

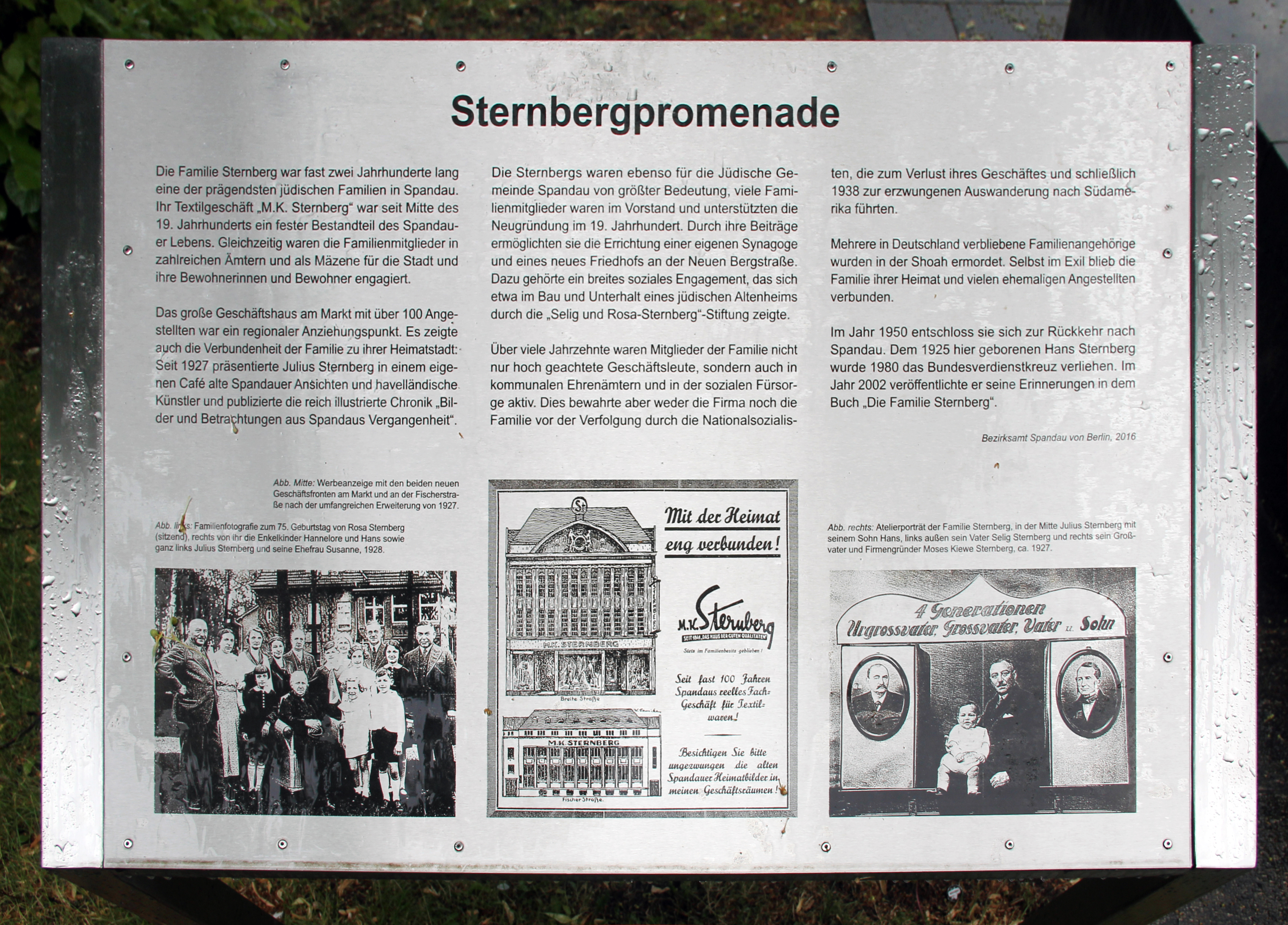
Gedenktafel für die Familie Sternberg an der Sternbergpromenade in Spandau

Julius Sternberg war der älteste Sohn von Selig Sternberg und seiner Ehefrau Rosa (geb. Joseph), die aus Wronke in der Provinz Posen stammte, wo das Ehepaar 1877 geheiratet hatte. Julius Sternberg hatte zusätzlich den hebräischen Vornamen Joseph, der aber weder in den Akten noch in der öffentlichen Nennung in Erscheinung trat. 1878 wurde seine ältere Schwester Fanny geboren, nach Julius noch drei Schwestern und ein Bruder. Die Familie galt als gutbürgerlich, wohlhabend und angesehen. Auch in der Epoche einer Assimilation der Juden in das Bürgertum in Deutschland verstand die Familie Sternberg ihre jüdische Herkunft und Religion als Quelle der Familienidentität. In der Familie wurden jüdische Sitten und Riten praktiziert und die Kinder in der jüdischen Tradition erzogen; im Hause Sternberg bestand ein eigener Betraum. Man engagierte sich vielfach in der jüdischen Gemeinde und besuchte regelmäßig die Synagoge.
Julius Sternberg besuchte das Staatliche humanistische Gymnasium in Spandau (das spätere Kant-Gymnasium) und nahm am jüdischen Religionsunterricht seiner Gemeinde teil. Am 17. Dezember 1892 feierte er seine Bar Mitzwa in der Spandauer Synagoge. Im April 1897 begann er nach bestandenem Examen zur Obersekundareife eine kaufmännische Lehre im „Textilkaufhaus Jacob Gebrüder“ in Charlottenburg und war dann für das Unternehmen als Ein- und Verkäufer beschäftigt. Während der kaufmännischen Lehrzeit konnte er eine Webschule besuchen und die Fabrikation von Textilwaren kennenlernen. Von April 1902 bis Ende März 1903 absolvierte er als Einjährig-Freiwilliger den Militärdienst in Spandau und Friedrichshof bei der „7. Kompanie des 5. Garde-Regiments zu Fuß“. Ab dem 1. April 1903 war er als „Aufsichtsherr“ bei der Warenhauskette A. Jandorf & Co. tätig. Überall bekam er gute Zeugnisse wegen seines Fleißes, seiner Geschicklichkeit und seiner Kenntnisse.

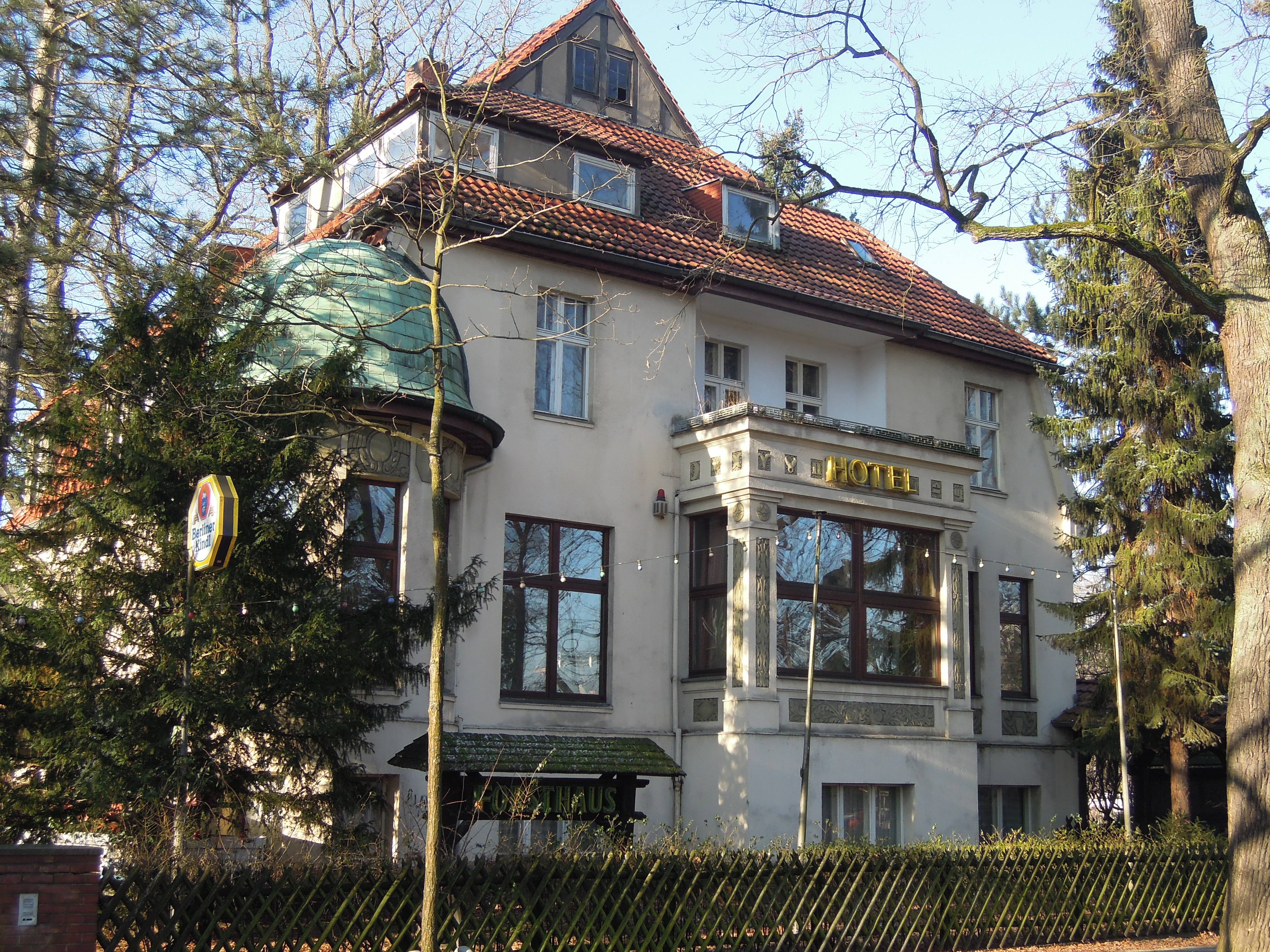
Die „Villa Sternberg“, Schönwalder Allee 55 (2024)

Am 31. Dezember 1904 starb Selig Sternberg, und Julius Sternberg übernahm als ältester Sohn 1905 die Geschäftsleitung des Textilhauses „M. K. Sternberg“. Am 17. August 1924 heiratete er 46-jährig die 26-jährige Susanne Zuckermann aus der Industriestadt Forst (Lausitz). Sie war das jüngste Kind und die einzige Tochter (neben zwei Söhnen) des Justizrats Siegfried Zuckermann (gestorben 1927) und seiner Frau Karola geb. von Portner (geboren in Warschau als Tochter eines geadelten Kinderarztes, gestorben 1945 in Bogotá). Julius und Susanne Sternberg hatten zwei Kinder, Hans (geboren 1925) und Hannelore (geboren 1926). Wohnsitz war eine Villa in der Schönwalder Allee 55, nahe am Spandauer Forst, die nach 1914 in den Besitz der Familie Sternberg gekommen war. Der Haushalt hatte drei Angestellte: ein Kindermädchen, eine Köchin und ein Hausmädchen.

## Geschichte der Familie und des Textilhauses

### Moses Kiewe Sternberg
Das Unternehmen war von Julius’ Großvater Moses Kiewe Sternberg gegründet worden. Dieser wurde 1800 in Chodziesen (Posen) geboren, das damals preußisch war. 1834 ließ er sich einbürgern (naturalisieren); dies war seit 1833 für Juden mit festem Einkommen in der Provinz Posen möglich, doch machten nur etwa 5 % der Juden in Chodziesen, Czarnikau und Wronke davon Gebrauch. Es galten damit die Vorschriften des Preußischen Judenedikts von 1812, und eine Übersiedlung in andere preußische Provinzen war erlaubt. Moses Kiewe lebte mit seiner (vermutlich zweiten) Ehefrau Pauline (geb. am 6. August 1816 in Czarnikau als Pauline Seliger) in Czarnikau und gab sich den Familiennamen „Sternberg“, nach dem Eindruck des jüdischen Familienforschers Albert Phiebig, weil er zur „Gruppe der klangvollen Phantasienamen“ gezählt werden kann, „die damals vielfach gewählt wurden“. Nach jüdischer Tradition gab es keine festen Familiennamen, sondern es wurde der Vorname mit dem Vornamen des Vaters verbunden. Nach preußischem Recht waren Juden gehalten, selbstbestimmte Familiennamen anzunehmen.
Moses Kiewe Sternberg führte in Czarnikau bereits ein Textilgeschäft. 1838 zog die Familie von dort zunächst nach Nauen, wo damals die größte jüdische Gemeinde im Osthavelland bestand, dann weiter in das damals noch selbständige Dorf Falkenhagen, wo die „Tuch- und Schnittwarenhandlung M. K. Sternberg“ gegründet wurde. Moses Kiewe Sternberg hoffte offenbar auf sozialen und wirtschaftlichen Aufstieg im Umland der preußischen Hauptstadt Berlin. Seit 1850 gab es aus wirtschaftlichen Gründen eine starke jüdische Abwanderungswelle aus der Provinz Posen nach Westen, vorrangig in den Regierungsbezirk Potsdam und in das Umfeld von Berlin. Dabei wurden in der ersten Generation zunächst ländliche Standorte gewählt; Franz A. Paulus vermutet neben niedrigen Grundstückspreisen auch „Fortsetzen überkommener Geschäftsbeziehungen, verbunden mit ähnlichen Konsumgewohnheiten auf dem Land im Gegensatz zum ‚Großstadtgeschmack‘“ oder „‚ländliche Mentalität‘ der Westwanderer“.

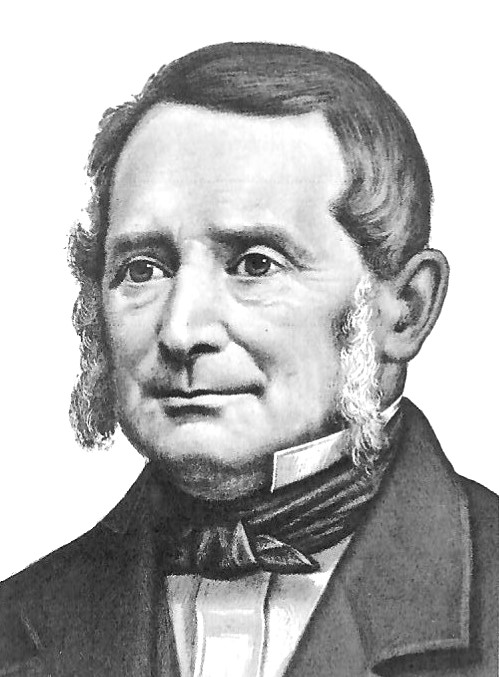
Julius’ Großvater Moses Kiewe Sternberg, an den Schläfenlocken als Jude erkennbar

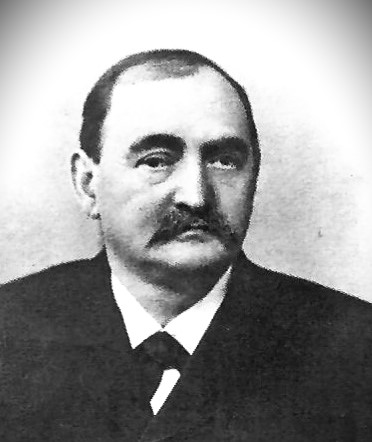
Vater Selig Sternberg

1841 kaufte Moses Kiewe Sternberg die alte Posthalterei an der Breiten Straße 21 in Spandau und zog dorthin um. Das Geschäft befand sich im Erdgeschoss, die Familie wohnte in den oberen Stockwerken. Im selben Jahr, am 16. Mai 1841, wurde Selig Sternberg geboren; insgesamt hatte Kiewe Sternberg dreizehn Kinder, so der Historiker Franz Kohstall, vermutlich aus zwei Ehen.
Die Spandauer jüdische Gemeinde umfasste zu dem Zeitpunkt sechs Familien, so dass der Minjan, die Mindestzahl religionsmündiger Juden, um einen Gottesdienst abzuhalten, kaum noch erreicht wurde. Wie andere osthavelländische Gemeinden hatte sie zu dem Zeitpunkt keinen Rabbiner. Die Gottesdienste, den Religionsunterricht und die Beschneidung besorgte ein von der Gemeinde bezahlter Lehrer, der auch als Schächter und Kantor fungierte. Kiewe Sternberg wurde 1842 ihr Vorsteher und war lange Zeit das Gemeindemitglied mit dem höchsten Einkommen und somit größter Beitragszahler in der Gemeinde; durch seine Schläfenlocken (Pejes) brachte er seine orthodoxe jüdische Einstellung zum Ausdruck. Nach dem preußischen „Gesetz über die Verhältnisse der Juden“ vom 23. Juli 1847 sollten die Juden „in Synagogen-Gemeinden (Judenschaften) vereinigt werden, daß alle innerhalb eines Synagogenbezirks wohnenden Juden einer solchen Gemeinde angehören“ (§ 35). Damit wurde ein Parochialzwang eingeführt: Jeder Jude musste zu einer Gemeinde gehören. Ziel war es, so Franz Paulus, „die jüdischen Gemeinden zu konzentrieren, zu kontrollieren und sie der Struktur der christlichen Kirchen anzupassen“; auf mögliche Konflikte zwischen „aufgeklärtem“ und „orthodoxem“ Judentum wurde dabei keine Rücksicht genommen. 1854 wurde die Gemeinde Spandau von der preußischen Regierung in Potsdam zwangsweise in den neu gegründete „Synagogenverband des Kreises Osthavelland“ eingebunden, der seinen Hauptsitz in Nauen hatte und zu dem auch die Gemeinde in Kremmen gehörte. Moses Kiewe Sternberg wurde Vorsteher auch im Synagogenverband; er übte dieses Amt bis 1859 aus und blieb auch danach noch mehrere Jahre Repräsentant der Gemeinde.

### Selig Sternberg
1877 übernahm Selig Sternberg die Leitung des Textilgeschäfts von seinem Vater Kiewe, der 1882 starb. In den 1860er-Jahren hatte das Geschäft vier Angestellte, es vergrößerte sich seitdem ständig. Selig baute es „in für damalige Verhältnisse moderner Weise“ um.
Selig war laut einer Protokollnotiz bereits 1870 einer der Repräsentanten der jüdischen Großgemeinde. 1890 wurde er einer der drei Vorsteher der jüdischen Gemeinde, die 1894 aus der Nauener Gemeinde herausgelöst und wieder eigenständig wurde, nachdem sie im Vergleich zu den anderen Orten überproportional gewachsen war; 1866 zahlten die Spandauer Juden mit über 5950 Reichstalern über 43 % der Ausgaben der Dreiergemeinde. Selig Sternberg setzte sich tatkräftig für den Bau der Synagoge am Lindenufer ein, die 1895 eröffnet wurde. Sie hatte 163 Männer- und 133 Frauenplätze. Bis dahin hatte es nur eine Synagoge in angemieteten Räumen gegeben. 1916 beschloss die Gemeinde, das Rabbinat wieder aufleben zu lassen. Ab dem 1. April 1917 amtierte Dr. Arthur Löwenstamm als Rabbiner in Spandau.
Selig Sternbergs Witwe Rosa stiftete zu ihrem 75. Geburtstag 5000 RM, mit der die Gemeinde 1929 in der Feldstraße 8 ein Haus erwarb und ein Altersheim einrichtete, die „Selig- und Rosa-Sternberg-Stiftung“. Sie starb 1935. Die Familie wohnte zu diesem Zeitpunkt in der Villa in der Schönwalder Allee 55.

## Julius Sternberg als Unternehmer
Julius Sternberg, der beim Tod seines Vaters Selig 25 Jahre alt war, baute ab 1905 das Geschäft weiter aus. 1906 und 1909 wurden die Verkaufsflächen vergrößert, 1913 wurde ein Nebenhaus angemietet. Außer dem „M. K. Sternberg Spezialhaus für Modewaren und Ausstattungen, Maß-Atelier für moderne Damenkleidung“, Breite Straße 21, gab es in Spandau mehrere konkurrierende Unternehmen, zum Teil in der Nähe, nämlich die Kaufhäuser und Bekleidungsgeschäfte von Louis Salomon, Julius Pieck, M. Hirsch (Inhaber: Leopold Lindemann) und später Willibald Jordan.
Im Ersten Weltkrieg war Sternberg von 1914 bis 1918 zum Kriegsdienst einberufen. Er wurde zum Vizefeldwebel befördert und erhielt neben anderen Auszeichnungen das Eiserne Kreuz. Nach dem Krieg expandierte der Textilhandel für Kleidung, Gardinen, Teppiche und Stoffe weiter. Mitte der 1920er-Jahre ließ er das Stammhaus auf dem Grundstück zwischen Breiter Straße 21 und Fischerstraße völlig umbauen und auf mehr als 1000 Quadratmeter Verkaufsfläche erweitern; es erhielt zum Markt und an der Rückseite zur Fischerstraße repräsentative Fronten. Dazu kamen ein kleines Filialgeschäft „Sternbergs Eck“ am Markt, neue Ausstellungsräume in der Potsdamer Straße (heute Carl-Schurz-Straße) und im Haupthaus eine „gläserne Manufaktur“, wo die Fertigung von Federbetten gezeigt wurde. Das Unternehmen hatte über 100 Angestellte und war auch in den Jahren der Inflation 1922/23 sowie der Weltwirtschaftskrise 1930 wegen der „lokalen Verankerung“ und des „langjährigen Qualitätsanspruchs“ (Manfred Wichmann) erfolgreich. Sternberg warb mit dem Slogan „Seit 1841 das Haus der guten Qualitäten“. Im Hauptgeschäft befand sich im Zwischengeschoss auch ein eigenes Café (eine „Erfrischungsdiele“), wo alte Spandauer Ansichten und Werke havelländischer Maler zu sehen waren und das dadurch den Charakter eines kleinen Heimatmuseums bekam. Anlässlich der Neueröffnung am 29. September 1927 ließ Julius Sternberg eine illustrierte Festschrift mit dem Titel Bilder und Betrachtungen aus Spandaus Vergangenheit publizieren, verfasst von Franz Kohstall.
Zur Zeit der Weimarer Republik war Sternberg nationalliberal eingestellt. Neben der Führung seines Geschäfts war er als Arbeitsrichter tätig, Mitglied der Industrie- und Handelskammer und den Aufsichtsräten der Spandauer Bank sowie der Kunden-Kredit-Genossenschaft, ferner im „Bezirksverein Spandau-Neustadt“. Diese Ehrenämter erloschen mit der Machtergreifung der Nationalsozialisten 1933 durch den Erlass entsprechender Gesetze.

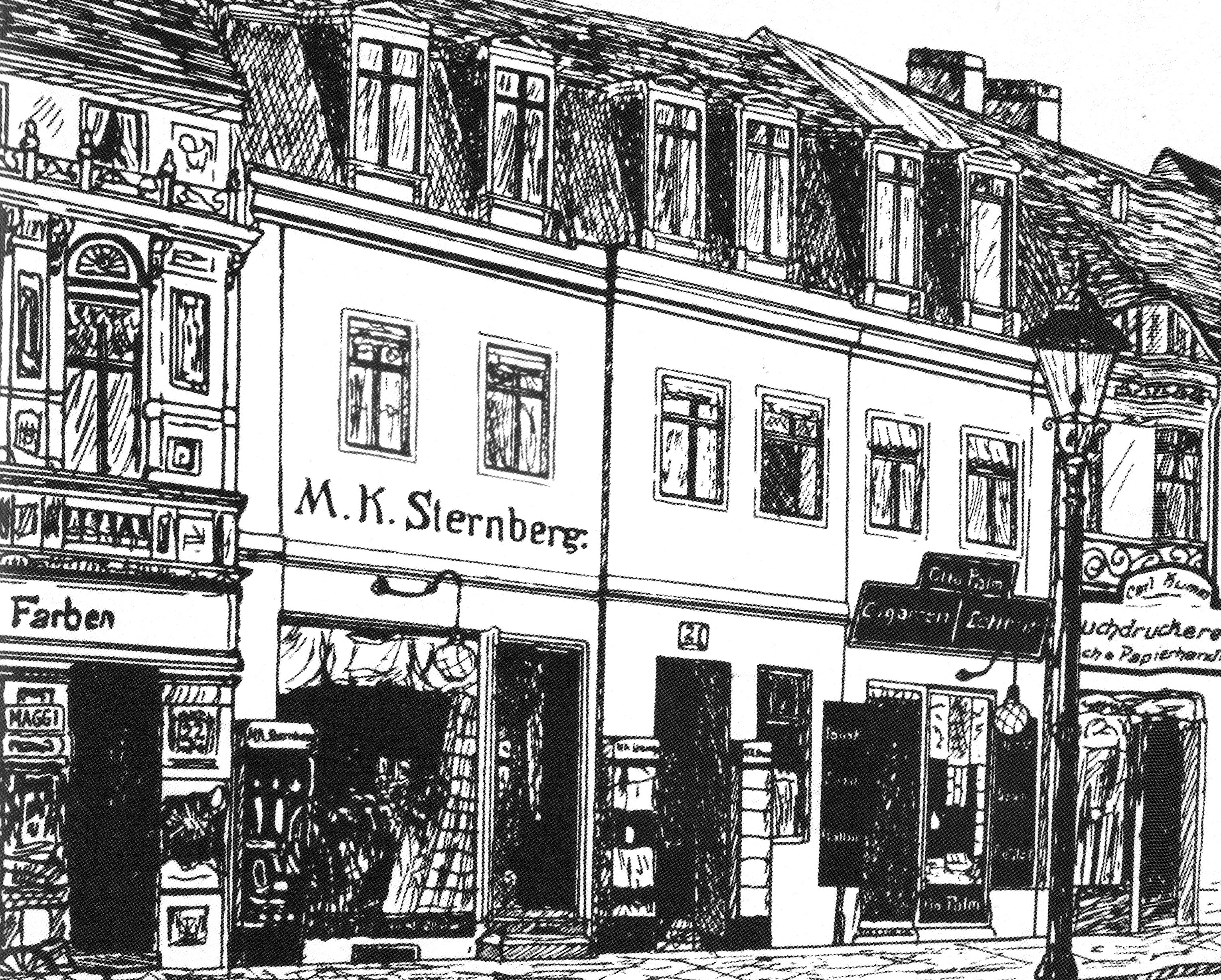
Das Geschäft am Markt im Jahr 1895
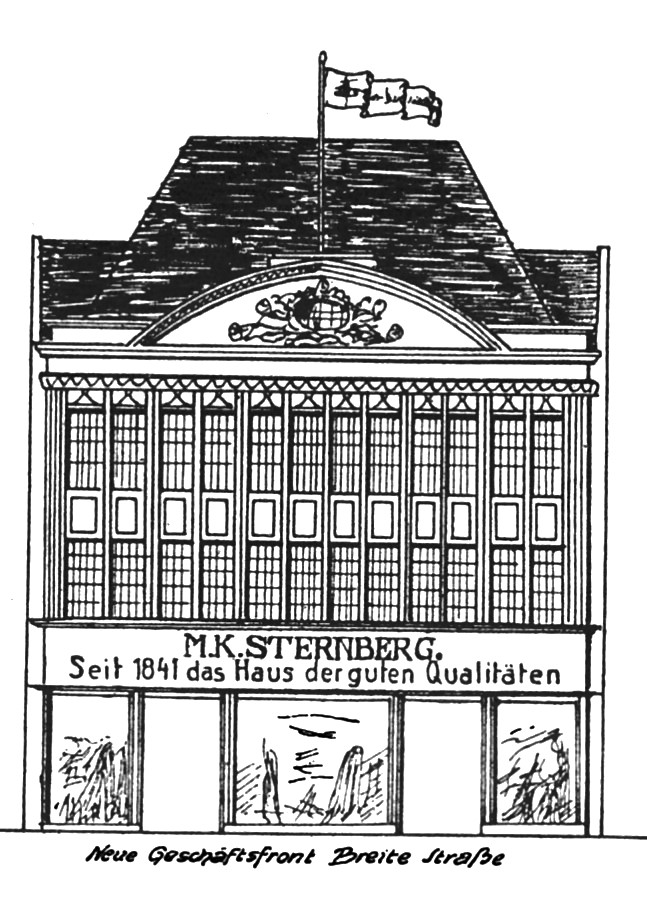
Front zur Breiten Straße nach Umbau und Erweiterung 1927
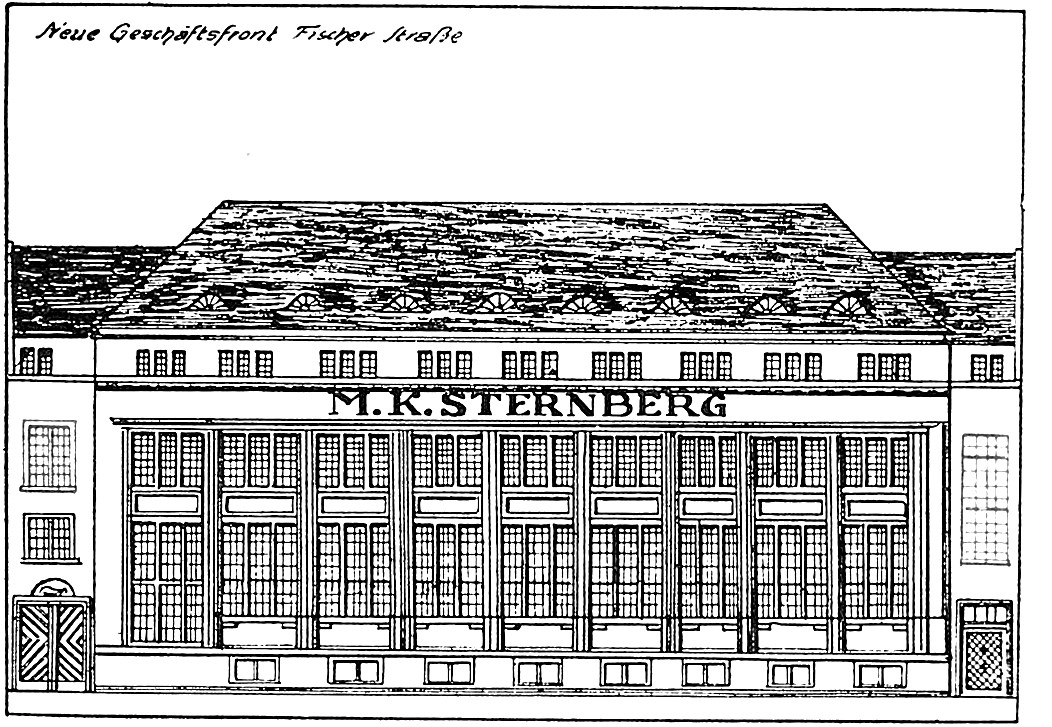
Rückfront zur Fischerstraße nach 1927
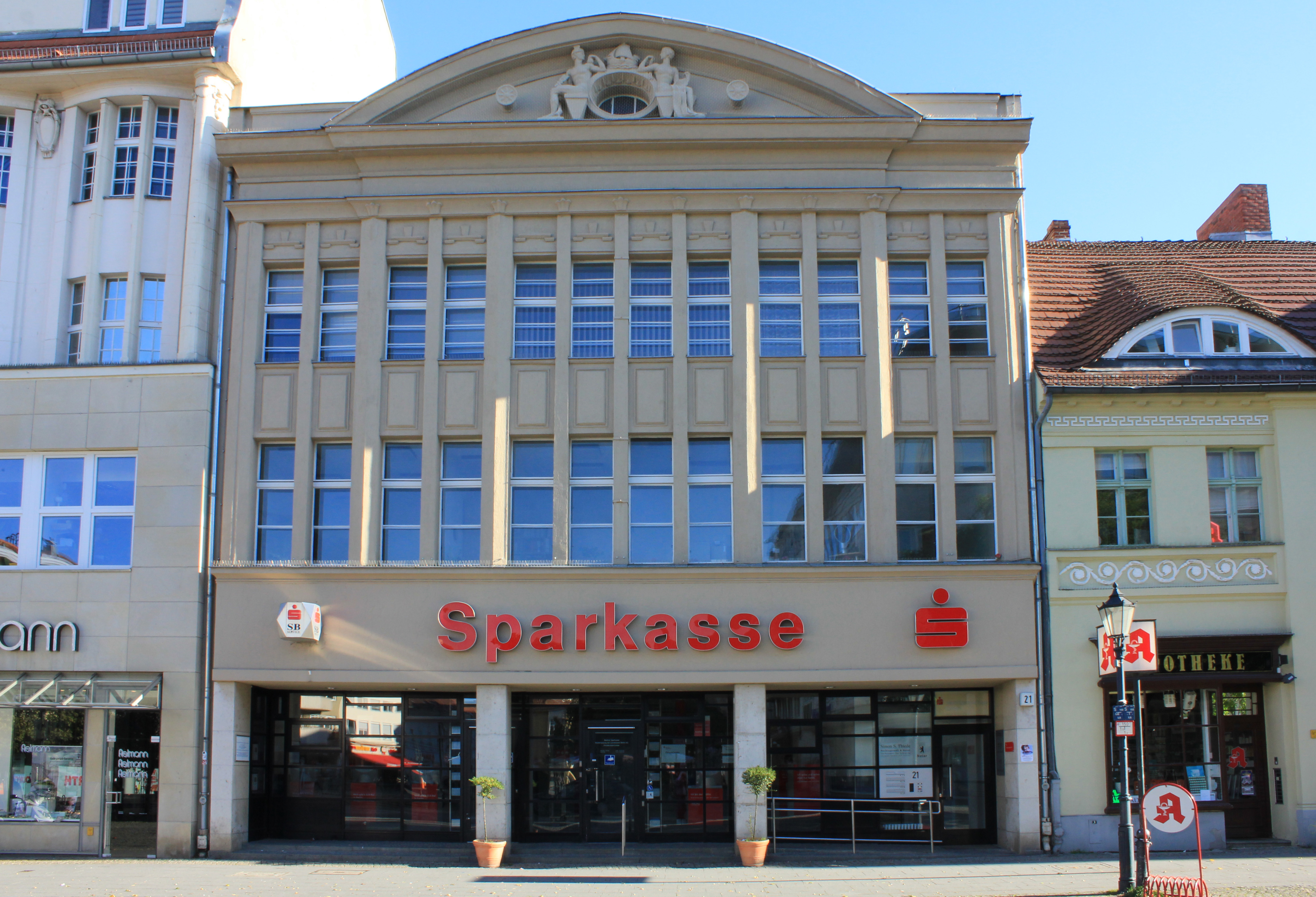
Das Gebäude des früheren Warenhauses Sternberg am Marktplatz in Spandau (2011)

## Jüdische Gemeinde
Das Judentum und seine religiöse Praxis waren für Julius Sternberg, so Manfred Wichmann, „ein ebenso konsequent zu bewahrendes, identitätsstiftendes Element wie sein Patriotismus, seine Heimatliebe und seine bürgerliche Lebenswelt“. Bereits am 17. Dezember 1907 wurde Julius Sternberg in das Repräsentantenkollegium der Jüdischen Gemeinde Spandau gewählt und setzte sich tatkräftig für die Verbesserung und Erweiterung des jüdischen Friedhofs ein, plante Feste und andere Gemeindeveranstaltungen. Die Gemeinde zählte in den 1920er-Jahren etwa 650 Mitglieder, das war ein Anteil von 0,5 % der Gesamtbevölkerung, der in Berlin insgesamt bei über 4 % lag. Die Gemeinde war mehr oder weniger liberal ausgerichtet und besaß neben der Synagoge und dem Friedhof in den Schülerbergen einen Rabbiner, verschiedene Gemeindebeamte, Koscher-Schlächter, soziale Einrichtungen und Vereine, so den Humanitätsverein „Gemiluth Chassodim“ und „Chevra Kadischa“ (‚Heiliger Verband‘), in dem sich Männer ehrenamtlich bei Krankheit und Todesfällen einsetzten, etwa als Beerdigungsbruderschaft. Frauen engagierten sich im israelitischen Frauenverein. Nach Einschätzung des Historikers Franz Paulus wurde die Spandauer Gemeinde von einer „bürgerlichen Honoratiorenvertretung“ geführt; unter den 16 Mitgliedern von Repräsentanz und Leitung waren 1929 10 Kaufleute, drei Ärzte und ein Zahnarzt.

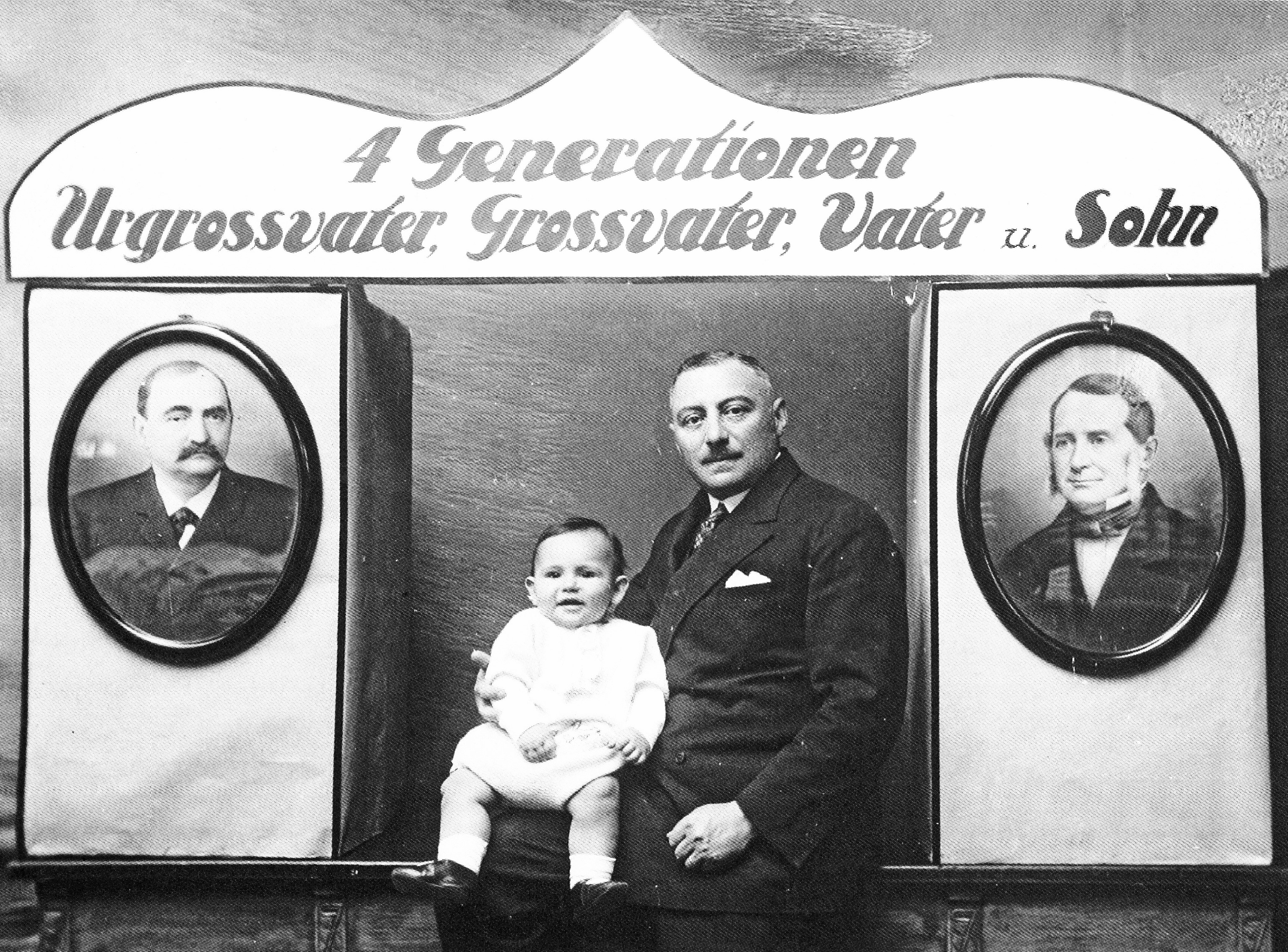
Julius Sternberg mit Sohn Hans (Mitte), rechts Großvater Moses Kiewe Sternberg, links Vater Selig Sternberg

Am 4. Oktober 1922 wurde Julius Sternberg, wie vorher sein Großvater und sein Vater, zum Vorsteher der Gemeinde gewählt, nachdem sein Vorgänger, der Kaufmann Julius Pieck, sein Geschäft am Markt an seinen Sohn Alfred übergab und nach Halensee zog. Sternberg setzte sich persönlich stark ein und engagierte sich auch finanziell für die Jüdische Gemeinde, außerdem spendete er an jüdische Hilfs- und Wohlfahrtsorganisationen. Zudem war er Vorsitzender des Spandauer Ortsvereins des Central-Vereins deutscher Staatsbürger jüdischen Glaubens (CV). Er vertrat eine deutsch-nationale Position und lehnte den aufkommenden Zionismus ab, gegen dessen Verbreitung er sich öffentlich aussprach. Andererseits verstand er seine Religion und Herkunft auf der gesellschaftlichen Ebene als gleichrangig mit den christlichen Bürgern. In einer Rede an die Gemeinde sagte er 1934:

„Und nun gestatten Sie mir noch wenige Worte meines persönlichen religiös-politischen Standpunktes. Ich habe vorhin gesagt, dass in unserer Gemeinde alle religiös-politischen Richtungen gleiche Rechte genießen. Trotzdem bekenne ich mich persönlich, wie früher, so auch heute, mit ganzem Herzen zu meinem deutschen Vaterlande, das ich mir von keinem rauben lasse. Ich bin kein Anhänger des Zionismus, aber auch kein Anhänger des falschen Assimilantentums. Schon als Kind habe ich gesehen, dass meine Vorfahren, die immer jüdische Deutsche waren, stets für die entrechteten, unterdrückten oder vertriebenen Glaubensgenossen eintraten.“

## Zeit des Nationalsozialismus
Anfangs profitierte das Kaufhaus Sternberg von der „wirtschaftlichen Scheinblüte“, die nach der Machtergreifung der Nationalsozialisten 1933 einsetzte. Der Judenboykott am 1. April 1933, bei dem in Spandau durch Flugblätter Listen mit von Juden geführten Geschäften verbreitet wurden, bedeutete nur eine kurzfristige Irritation. 1935 erhielt Julius Sternberg noch das 1934 von Reichspräsident Paul von Hindenburg gestiftete Ehrenkreuz für Kriegsteilnehmer, da bei der Verleihung nicht zwischen Juden und Nichtjuden unterschieden wurde.
Durch die Nürnberger Gesetze im Herbst 1935 verschlechterte sich die Lage der Juden in Deutschland dramatisch. Martin Sternberg, Bruder von Julius und Inhaber einer Getreide-Großhandlung, und seine Lebensgefährtin Marie Hamel flohen nach Prag und weiter nach London; Julius Sternberg wickelte nach der Abreise die Geschäfte ab. Erich Zuckermann, Julius‘ Schwager, emigrierte mit seiner nichtjüdischen Ehefrau und ihrer Tochter. Julius verließ 1935 mit seiner Familie Spandau, nachdem er einmal ohne Erklärung „in Schutzhaft“ genommen worden war, das Haus überfallen und durchsucht sowie der Garten umgegraben worden war. Die neue Wohnung war in einem Mietshaus in Berlin-Charlottenburg, Kastanienallee 28. Die Villa in der Schönwalder Straße kaufte am 11. Januar 1937 der Kirchliche Erziehungsverband der Provinz Brandenburg einschl. Berlin e. V. / Evangelische Reichszentrale für Adoptionsvermittlung und richtete darin ein Kinderheim ein. Nach dem Krieg wurde sie zeitweise als Restaurant und Hotel genutzt. Im Volksmund wurde das Gebäude „Villa Sternberg“ genannt. Die Kinder Hans und Hannelore besuchten in Charlottenburg bzw. in Dahlem jüdische Schulen, weil ihnen in Spandau der Schulbesuch durch einen „rassischen Numerus Clausus“ erschwert worden war; formal verboten war jüdischen Kindern der Besuch öffentlicher Schulen erst ab 1938.
Julius Sternberg hoffte, durch den Umzug den antisemitischen Anfeindungen, den Schikanen durch die Behörden und der zunehmenden gesellschaftlichen Isolierung etwas entgehen zu können. Mit dem Umzug legte er 1935 den Vorsitz der Spandauer Jüdischen Gemeinde nieder, sein Nachfolger wurde der Arzt Joseph Kallner und nach dessen Tod (20. Juni 1938) der Kaufmann Louis Salomon bis zur zwangsweisen Zusammenlegung der Spandauer mit der Berliner Gemeinde Ende 1938. Sein Unternehmen führte er jedoch trotz des weiteren Weges zunächst weiter. Eine Auswanderung schloss er kategorisch aus.
Ein Teil der jüdischen Bevölkerung sah für Menschen jüdischen Glaubens in Deutschland keine Zukunft. Dazu gehörte auch die Familie Zuckermann. Man dachte an die Gründung einer Hühnerfarm in Palästina, und Julius Sternbergs Schwager Walter reiste zur Erkundung dorthin. Er stellte aber fest, dass die Voraussetzungen für eine Übersiedlung nicht günstig waren, weil die britische Mandatsmacht angesichts des arabischen Aufstands im Mandatsgebiet eine größere Einwanderungswelle jüdischer Menschen verhinderte. Im Juli 1938, wenige Tage nach der Bar Mizwa von Hans Sternberg, übersiedelten zwei Brüder von Susanne Sternberg mit ihren Familien nach Kolumbien. Julius Sternberg vertrat mit anderen Juden die Auffassung, das „Tausendjährige Reich“ werde sich nicht lange an der Macht halten, so dass der „braune Spuk“ bald wieder verschwinden werde. Diese Positionen wurden in der Familie heftig diskutiert. Das Textilgeschäft erwirtschaftete zwischen 1933 und 1937 ansehnliche Reingewinne; auch das machte das lange Zögern von Julius Sternberg gegenüber einer Auswanderung verständlich.
1938 verschlechterte sich jedoch die Lage. Über die Geschäftskonten wurden Sicherungsverfügungen verhängt, jüdische Männer mussten „Israel“ als zweiten Vornamen führen, jüdische Frauen „Sara“. Von Juden geführte Geschäfte mussten an den Schaufenstern deutlich als solche gekennzeichnet werden. Die Belegschaft des Textilhauses Sternberg war loyal mit Ausnahme des Hausmeisters, der das Betriebsklima durch antisemitische Hetzereien mutwillig störte. Julius Sternberg verkaufte daher im Rahmen der staatlich gewollten „Arisierung“ am 2. Juni 1938 das Textilhaus an Hermann Fauser, NSDAP-Mitglied und Besitzer zweier Margarinefabriken, der bereits in Brandenburg und Eisleben zwei Textilgeschäfte arisiert hatte. Gleichzeitig schloss Sternberg mit Fauser einen auf zehn Jahre angelegten Mietvertrag für das Gebäude, um das Geschäft weiterzuführen.
Beim Pogrom am 9./10. November 1938 brannte die Synagoge in Spandau, die Schaufenster des nicht weit entfernten Textilhauses Sternberg wurden eingeschlagen und das Geschäft geplündert. Julius Sternberg fragte einen Polizisten, der unweit des Ladens stand, ob er nicht einschreiten werde, und erhielt zur Antwort: „Mein Name ist Hase“, so Sohn Hans in seinen Erinnerungen. Martin Arndt, der Ehemann von Julius Sternbergs jüngster Schwester Grete, wurde verhaftet und ins Konzentrationslager Sachsenhausen gebracht, von wo er dann nach drei Wochen mit seiner Familie nach Kolumbien ausreisen konnte. Als Julius Sternberg die Nachricht von der Verhaftung erfuhr, tauchte er für drei Tage unter.
Das Kaufhaus durfte nach der Pogromnacht nicht wieder geöffnet werden. Das Personal musste jedoch weiterbeschäftigt werden; Schäden waren auf Kosten der Inhaber zu beseitigen. Bestehende Versicherungen konnten dafür nicht in Anspruch genommen werden. Am 13. Dezember 1938 wurde der Kaufvertrag rechtskräftig, und das Geschäft wurde am 14. Dezember als „arischer Betrieb“ unter dem Namen „Lehn & Co.“ wieder eröffnet, benannt nach dem Strohmann Albert Lehn, den Hermann Fauser ins Spiel gebracht hatte, nachdem ihm von Seiten der Behörden eine weitere Geschäftsübernahme untersagt worden war.

## Emigration nach Kolumbien
Seit der Pogromnacht nahm die Fluchtwelle ständig zu; Verwandte, Freunde und Bekannte hatten bereits die Heimat verlassen. Um das Leben seiner Familienangehörigen zu retten und den zunehmenden Schikanen gegen jüdische Bürger zu entgehen, verließ auch Julius Sternberg mit seinen Angehörigen 1939 Deutschland. Die Familie hatte sich für Kolumbien als Exil entschieden. Sternberg beauftragte die Spedition Brasch & Rotenstein damit, Möbel, Geschirr, Wäsche, Bilder und andere Gegenstände nach Abreise der Familie in 52 Kisten seetüchtig verpackt nach Bolivien zu senden. Julius Sternberg hatte durch große Anstrengungen die Erlaubnis erhalten, das Umzugsgut mitnehmen zu können; Wertsachen, Gold- und Silberwaren waren davon ausgenommen. Sternberg erreichte jedoch durch eine Sonderzahlung von 10 britischen Pfund, dass er einen Sederteller mit eingravierter Widmung mitnehmen durfte, den er zum 50. Geburtstag 1929 von der jüdischen Gemeinde als Geschenk erhalten hatte.
Julius und Susanne Sternberg reisten mit ihren Kindern Hans und Hannelore am 29. März 1939 mit dem Dampfer „MS St. Louis“ der Hamburg-Amerika-Linie von Hamburg nach Southampton; vorher hatten sie ein Einreisevisum für einen dreimonatigen Aufenthalt in Großbritannien und eine Daueraufenthaltsgenehmigung für Kolumbien erhalten. In Hamburg verabschiedeten sie sich von den dort wohnenden verwitweten Schwestern Julius Sternbergs, Fanny Harrison und Paula Marcuse, deren Kinder bereits emigriert waren; beide wurden später in Vernichtungslagern ermordet. Von Southampton reiste die Familie zunächst nach London, wo Julius‘ Bruder Martin eine möblierte Wohnung für sie gemietet hatte. Die Kinder besuchten vom 22. April bis zum 27. Mai 1939 das Internat der Heath Brow School in Hemel Hempstead.
Anfang Juni 1939 begann ab Dover die Überfahrt mit der „MS Cordillera“ der Hapag-Linie, und am 23. Juni 1939 erreichte die Familie den Hafen Barranquilla an der Nordküste Kolumbiens. Mit dem Flugzeug ging es am nächsten Tag nach Bogotá, wo Familie Sternberg zunächst provisorisch bei der Mutter von Susanne Sternberg, Karola Zuckermann, unterkam.
Nachdem die Möbel eingetroffen waren, mietete die Familie die Hälfte eines neu gebauten Doppelhauses in der Avenida 32, Nummer 19–26; Vermieter war der deutsche Manager der Bierbrauerei „Bavaria“ namens Beck, der die andere Haushälfte bewohnte. Hier wohnte Familie Sternberg bis 1954. Nach einigen Schwierigkeiten trat Julius Sternberg am 1. Januar 1940 als Gesellschafter in das in der Stadt Bogotá bekannte „Restaurant Temel“ ein; der Inhaber Jack Temel stammte aus Polen und war schon länger in Kolumbien ansässig. Hans Sternberg bekam in dem Restaurant eine Lehrstelle. Nach heftigen Auseinandersetzungen mit Jack Temel, den Hans Sternberg als „unberechenbaren Choleriker“ beschreibt, schieden Vater und Sohn Sternberg jedoch bald wieder aus dem Unternehmen aus, nach einem Vergleichsverfahren zum Jahresende 1941 auch rechtlich.
1940 konnte Julius Sternberg den von Herrn Beck bewohnten Teil des Doppelhauses mieten, da dieser nach seiner Pensionierung aus Bogotá wegzog. Nachdem ein Durchgang zwischen den Wohnungen geschaffen wurde und einige Umbauten vorgenommen worden waren, eröffnete Julius Sternberg darin die Pension „Avenida“. Gäste waren vor allem Niederländer von der karibischen Insel Curaçao, die wegen des Zweiten Weltkriegs ihren Urlaub nicht in Europa verbringen konnten. Susanne Sternberg kochte europäische Gerichte, Julius Sternberg war Hausdiener und Buchhalter, hinzu kamen drei einheimische Hilfskräfte. Die Pension war bis 1946 die Lebensgrundlage der Familie. Hans Sternberg arbeitete als Oberkellner in einem Hotel, zog aber 1943 nach Medellín um und war dort weiter zum Teil leitend in der Hotelbranche tätig. Hannelore machte eine Ausbildung als Fremdsprachensekretärin und wurde in einem internationalen Großbetrieb angestellt. Karola Zuckermann starb am 13. Mai 1945. Die deutschen Immigranten galten seit 1941 als staatenlos, nachdem sie als Deutsche ausgebürgert worden waren.
Nach Ende des Krieges verschlechterte sich die Lage der Pension, da die holländischen Gäste ausblieben und Kolumbien nach der Ermordung des Politikers Jorge Eliécer Gaitán 1948 in eine innenpolitische Krise geriet. Sternberg erhielt Nachrichten aus Deutschland, denen zufolge das Kaufhaus und die Villa in Spandau zwar in Mitleidenschaft gezogen, aber in der Substanz erhalten seien. Am 6. Februar 1949 stellte Julius Sternberg über seinen Anwalt Dr. Dames einen ersten Antrag auf Rückerstattung von Vermögen beim Zentralamt für Vermögensverwaltung in Bad Nenndorf. Die Frage einer Rückkehr nach Deutschland wurde in den Familien Sternberg und Zuckermann sehr kontrovers besprochen, zumal die Berichte aus Deutschland mit der auch dort unübersichtlichen Lage keine Entscheidungshilfen boten. Susanne Sternberg betonte: „Zu den Menschen, die uns verfolgt und verjagt haben, wollen wir nicht zurück.“

## Rückkehr nach Deutschland
Bundespräsident Theodor Heuss rief am 26. November 1949 die emigrierten Juden zur Rückkehr nach Deutschland auf und sagte Wiedergutmachung für die Verluste und Entschädigung für die Verfolgungszeit zu. Julius Sternberg reiste am 4. Juli 1950 71-jährig in Begleitung seines Sohnes Hans nach Berlin, um seine Rechte selbst zu verfolgen. Per Flugzeug, Frachtschiff und Eisenbahn kamen sie am 26. Juli in Spandau an, wo ihnen die frühere Leiterin der Buchhaltung im Textilhaus Sternberg, Gertrud Raschke, ihre Wohnung in der Straßburger Straße 23a zur Miete überließ. Am 29. Juli erreichte Sternberg für sich und seinen Sohn beim Bezirksamt Spandau die unbefristete Zuzugsgenehmigung. In der Villa in der Schönwalder Straße war noch das Kinderheim untergebracht. Sternberg wollte das Anwesen nicht zurück und erreichte durch Verhandlungen eine geringe Entschädigung. Bezüglich des Geschäftshauses in der Breiten Straße erwirkte Sternberg, dass die Wiedergutmachungskammer am 6. Oktober 1950 den Kaufvertrag mit dem Ariseur Herbert Fauser für nichtig erklärte; das Grundstück war herauszugeben und für Sternberg im Grundbuch einzutragen. Nach Überlegungen mit der Familie entschied sich Sternberg, das Geschäft nicht selbst wieder zu eröffnen. Er vermietete es daher für 10 Jahre an den ihm von früher bekannten Georg Karg, den Geschäftsführer der Hertie-Gruppe; dieser ließ das Gebäude auf seine Kosten ausbauen und eröffnete am 28. Februar 1951 dort das „Kaufhaus Sternberg“. Julius und Hans Sternberg waren am 17. November 1950, einen Tag nach Vertragsunterzeichnung, per Flugzeug wieder nach Bogotá abgereist.
Bei einer zweiten Reise von Julius und Hans Sternberg nach Spandau 1951 besuchten sie erstmals das wiedereröffnete Kaufhaus. Sie wohnten in einer kleinen Wohnung in der Straßburger Straße 24 und erhielten deutsche Reisepässe; Julius Sternberg wurde wieder Devisen-Inländer und konnte über sein Geld frei verfügen. Am 14. Juni 1951 kam Susanne Sternberg nach Berlin, um sich trotz ihrer Abneigung gegen die Deutschen selbst ein Bild zu machen. Nicht zuletzt wegen der schwierigen Lage von Westberlin zu Beginn des Kalten Krieges konnte das Ehepaar Sternberg seine Meinungsverschiedenheiten über eine Rückkehr nicht ausräumen. Susanne begann am 1. November 1951 mit der Rückreise nach Bogotá, nachdem man beschlossen hatte, das Kaufhaus zu verkaufen; Julius folgte im Juli. Sohn Hans war inzwischen bei der Firma Hertie in Hamburg tätig und blieb in Deutschland. Der Kaufvertrag mit der zu Hertie gehörenden Grundstücksgesellschaft Wittenbergplatz GmbH über Grundstück und Gebäude wurde am 27. April 1952 unterzeichnet und am 7. Juli im Grundbuch von Spandau eingetragen. Der Hertie-Konzern führte das Kaufhaus weiter. Heute befindet sich in dem Gebäude eine Filiale der Berliner Sparkasse.
Nach einem weiteren Besuch in Spandau im Frühjahr 1953 reisten Julius und Susanne Sternberg am 16. Januar 1954 mit ihrer Tochter Hannelore und den Enkeln Ruth und Roberto nach Berlin, um dort zu bleiben; inzwischen waren auch zahlreiche Verwandte wieder nach Deutschland übergesiedelt. Julius Sternberg lebte mit seiner Frau in der Düsseldorfer Straße 19 in Berlin-Wilmersdorf.
Julius Sternberg erhielt ab 1. August 1952 eine monatliche Minirente von 75,00 DM als „politisch-rassisch Verfolgter“. Nach langwierigen und umfangreichen Verhandlungen mit dem Entschädigungsamt und Gerichten gelang es, bis 1960 eine Einigung über eine Entschädigung zu erzielen. Sternberg entschied sich im Mai 1960 für eine laufende Rentenzahlung (einschließlich Hinterbliebenenrente für die Ehefrau) anstelle einer Einmalzahlung. Er starb 92-jährig am 25. Juli 1971, Susanne Sternberg 95-jährig am 23. März 1993. Julius Sternberg und seine Frau wurden auf dem Jüdischen Friedhof Heerstraße in Charlottenburg beigesetzt.

## Gedenken

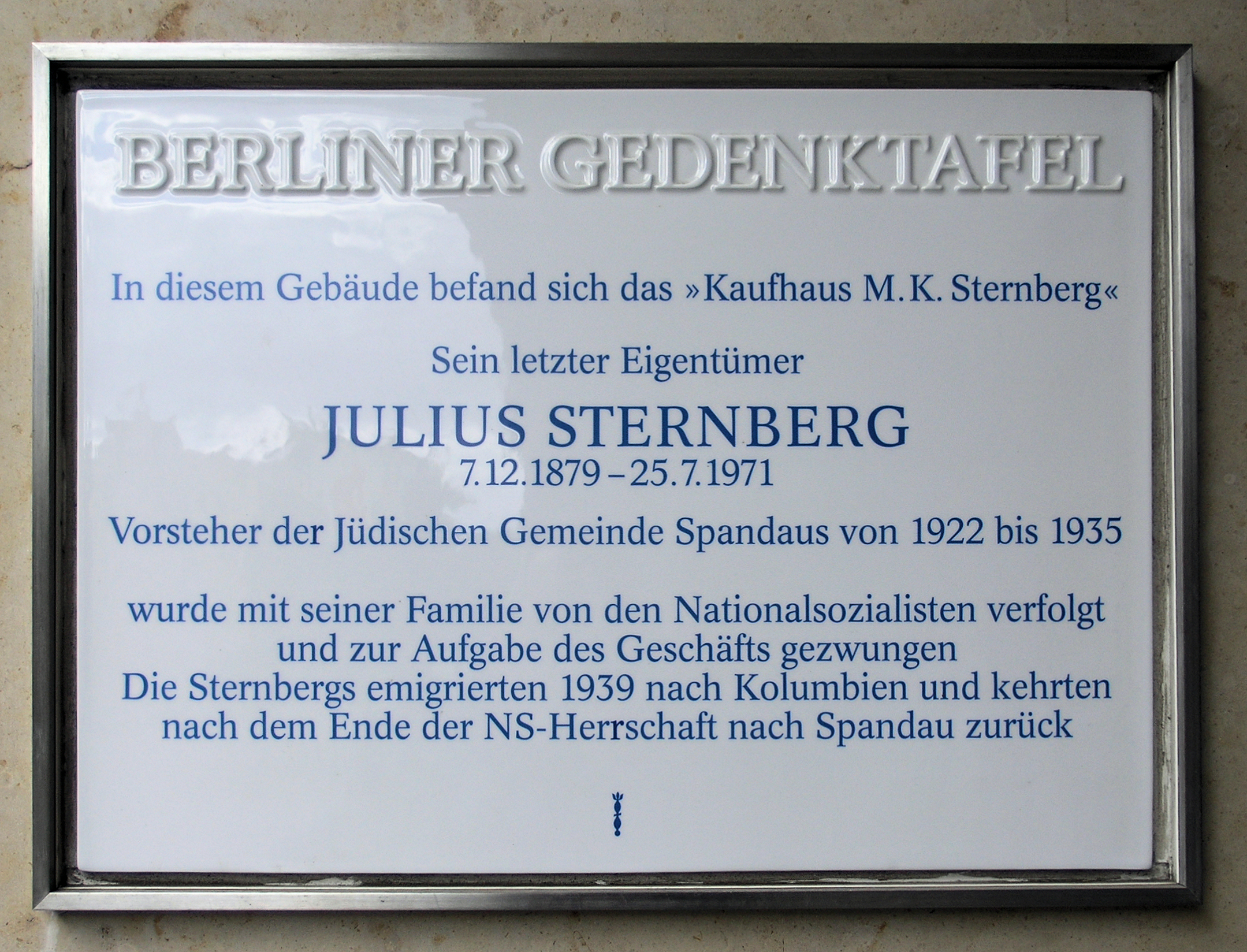
Gedenktafel am Haus Breite Straße 21 in Spandau (Das angegebene Geburtsdatum ist nicht korrekt.)

- 2000 wurde am Gebäude des früheren Kaufhauses Sternberg in der Breite Straße eine Berliner Gedenktafel für Julius Sternberg enthüllt.[47]
- 2016 wurde das Lindenufer[48] an der Havel in Berlin-Spandau in der Nähe der ehemaligen Synagoge in „Sternbergpromenade“ umbenannt.
- Den Nachlass Julius Sternbergs übereignete sein Sohn Hans dem Jüdischen Museum Berlin.[49]